# 홍순협의 생활법률
홍순협의 생활법률은 대한민국의 방송국 MBC 표준FM(수도권 FM 95.9㎒, AM 900㎑)에서 매일 아침 9시 5분부터 9시 10분까지 방송했던 라디오 생활법률 프로그램이다.

## 프로그램 소개
- 홍순협의 생활법률은 누구에게나 일어날 수 있는 일이지만 법에 대해서는 잘 몰라 궁금해 하실 법안이 이들에 대해서 다루도록 한다.

## 진행자
- 홍순협 변호사

| MBC 표준FM         |                         |                             |
| 이전               | 홍순협의 생활법률       | 다음                        |
| MBC 9시 뉴스       | 홍순협의 생활법률       | 여성시대 손숙, 김승현입니다 |
| 아침 9시 ~ 9시 5분 | 아침 9시 5분 ~ 9시 10분 | 아침 9시 10분 ~ 11시        |
| 전국방송           | 전국방송                | 전국방송                    |